# デビッド・ワーナー (クリケット選手)
デビッド・アンドリュー・ワーナー（英: David Andrew Warner、1986年10月27日 - ）は、オーストラリア・シドニー出身のプロクリケット選手。オーストラリア代表。ポジションはバッツマン。

## 概要
2010年代を代表するクリケット選手の一人。クリケットのバイブルとして知られるウィズデン・クリケッターズ・アルマナックによって、2010年代のテスト方式とODI形式のワールドイレブンに選出された。